# Fantasmes (film, 1999)
Pour les articles homonymes, voir Fantasmes.
Pour plus de détails, voir Fiche technique et Distribution.
Fantasmes (거짓말, Gojitmal) est un film sud-coréen controversé de Jang Sun-woo, sorti en 1999 et décrivant la relation sexuelle sadomasochiste entre un sculpteur de 38 ans et une lycéenne de 18. Les deux premiers rôles du film sont donnés à de parfaits débutants : Lee Sang-hyun est un sculpteur (comme son personnage dans le film) et Kim Tae-yeon n'était encore que mannequin.
Le film est adapté d'un livre de Jang Jung-il qui avait été interdit par la censure immédiatement après sa publication, en 1996, et avait valu à son auteur quelques mois de prison.

## Synopsis
Un jeune sculpteur, Y, se lie d'amitié par correspondance avec une fille prénommée J. Après lui avoir parlé au téléphone, et après avoir affirmé qu'elle ne désirait pas perdre prématurément sa virginité comme ses deux sœurs, elle décide d'avoir une relation intime avec lui et lui donne rendez-vous dans un motel. Aussitôt entrés dans le motel, ils ont une relation sexuelle incluant sodomie et fellation. Durant le deuxième rencart, Y lui annonce ses intérêts pour le sadomasochisme, et J lui donne l'autorisation de la battre avant d'avoir une relation sexuelle.
Ils arrangent des rendez-vous réguliers et Y la bat de plus en plus fort avec du matériel sadomasochiste. Elle tente de le rendre heureux en disant ce que Y désire entendre d'elle, et elle adore être battue. Au sein du couple de J, la relation avec sa femme empire lorsqu'il la supplie de le battre ; elle refuse, le traitant de pervers alors que ses pulsions sadomasochistes sont un obstacle dans leur mariage depuis des années.
Après une séance inhabituelle, Y devient furieux, et il propose ainsi à J de le battre. Intriguée, elle assume rapidement son rôle de dominatrice. Leurs rencontres se font plus fréquentes ; J prétend être le professeur d'art de Y, mais le frère de Y découvre la vérité avant de mettre le feu à la maison de J. Y se coupe les cheveux, abandonne l'université et quitte sa maison. Lorsque le frère de Y meurt dans un accident de moto, J quitte Y malgré ses supplications; après leur rupture, Y retourne auprès de sa femme.
Des années plus tard, Y et sa femme habitent désormais à Paris, lorsqu'il reçoit un appel téléphonique de J. Elle fait une escale à Paris depuis l'Amérique du Sud. Ils se rencontrent dans un hôtel et elle le frappe avec le dos d'une pioche. J et Y ne se reverront plus jamais.

## Fiche technique
- Titre : Fantasmes
- Titre original : 거짓말 (Gojitmal)
- Réalisation : Jang Sun-woo
- Scénario : Jang Sun-woo d'après le roman de Jang Jung-il
- Montage : Park Gok-ji
- Pays d'origine : Corée du Sud
- Langue : coréen
- Format : Couleurs - 1,85:1 - Dolby - 35 mm
- Genre : Drame érotique
- Date de sortie : 1999
- Interdit aux moins de 16 ans

## Distribution
- Lee Sang-hyun  : J
- Kim Tae-yeon  : Y
- Choi Hyun-joo : G
- Kwon Taek Han : frère de Y